# 인디아나 존스: 황제의 유물
인디아나 존스와 황제의 유물(Indiana Jones and the Emperor's Tomb)은 2003년 발매한 Xbox, Microsoft Windows, PlayStation 2, OS X 및 PC용 게임으로, 더 콜렉티브에서 개발하고 루카스아츠에서 배급하였다. 국내에서도 2003년 정식 수입되어 발매되었다. 고고학자 인디아나 존스의 모험을 배경으로 모든 스토리가 진행된다. 시대적으로 1935년이며, 인디아나 존스와 미궁의 사원 직전을 다룬다. 영어판 제목은 황제의 무덤이다. 여기에서의 무덤은 중국 진시황을 가리킨다.

## 평가
| 평론 점수 평론사 점수 PC PS2 엑스박스 올게임 [ 1 ] 유로게이머 7/10 [ 2 ] 게임 레볼루션 B [ 3 ] 게임스팟 7.2/10 [ 4 ] 4.8/10 [ 5 ] 6.6/10 [ 6 ] 게임스파이 68/100 [ 7 ] 80/100 [ 8 ] 82/100 [ 9 ] 게임스레이더+ 75% [ 10 ] 92% [ 11 ] 게임존 8.3/10 [ 12 ] 8/10 [ 13 ] 8/10 [ 14 ] IGN 7.2/10 [ 15 ] 6.6/10 [ 16 ] 6.1/10 [ 17 ] 엑스플레이 [ 18 ] 통합 점수 메타크리틱 73/100 [ 19 ] 65/100 [ 20 ] 73/100 [ 21 ] |        |        |          |
| 평론 점수 |        |        |          |
| 평론사 | 점수   | 점수   | 점수     |
| 평론사 | PC     | PS2    | 엑스박스 |
| 올게임 |        |        | [ 1 ]    |
| 유로게이머 |        |        | 7/10     |
| 게임 레볼루션 |        |        | B        |
| 게임스팟 | 7.2/10 | 4.8/10 | 6.6/10   |
| 게임스파이 | 68/100 | 80/100 | 82/100   |
| 게임스레이더+ |        | 75%    | 92%      |
| 게임존 | 8.3/10 | 8/10   | 8/10     |
| IGN | 7.2/10 | 6.6/10 | 6.1/10   |
| 엑스플레이 |        |        | [ 18 ]   |
| 통합 점수 |        |        |          |
| 메타크리틱 | 73/100 | 65/100 | 73/100   |